# His Captive
His Captive est un film muet américain réalisé par Frank Lloyd et sorti en 1915.

## Fiche technique
- Titre : His Captive
- Réalisation : Frank Lloyd
- Scénario : Grace Helen Bailey, d'après sa nouvelle
- Production : Carl Laemmle pour Universal Film Manufacturing Company
- Genre : Film dramatique
- Date de sortie :
  - États-Unis : 7 avril 1915

## Distribution
- Frank Lloyd : Carl Thornton
- Millard K. Wilson : Paul Reeves
- Marc Robbins : Charles Landers
- Gretchen Lederer : Anita Landers
- William Steele